# ENAER T-35 Pillán
ENAER T-35 Pillán — лёгкий самолёт, разработанный в Чили в 1982 году. 

## История
Был спроектирован в 1970-х годах на основе конструкции PA-32 Saratoga. Сначала самолёт проектировали в «Piper Aircraft» под нужды «Empresa Nacional de Aeronautica de Chile».
Первый полёт «Pillán» произошёл 6 марта 1981 года в США.
Производство началось в 1982 году. Оно остановилось в 1991 году, но спустя 7 лет (в 1998 году) производство смогли ненадолго продолжить.

## Страны-эксплуатанты
Т-35 используется в качестве учебно-тренировочного и легкого патрульного самолёта в вооружённых силах нескольких стран мира:
- Доминиканская Республика — Военно-воздушные силы Доминиканской Республики[2]
- Испания — Военно-воздушные силы Испании
- Сальвадор — в 1997 году для ВВС Сальвадора в Чили были заказаны и в 1998 году - получены пять самолётов; по состоянию на начало 2022 года на вооружении оставалось три Т-35[3]
- Чили — ВВС Чили